# 小笹正人
小笹 正人 （おざさ まさと、1883年8月3日 - 1967年5月11日）は、日本の映画プロデューサー、実業家である。東亜キネマの親会社の宣伝部長から撮影所長に転身、その後もマキノ御室撮影所長、帝キネ太秦撮影所長などを歴任した。

## 来歴・人物
1883年（明治16年）、長野県に生まれる。野口富士男によれば、徳田秋聲の妻と縁戚にあたり、1900年代、秋聲と交流があった。
1899年（明治32年）より逓信省貯金局に勤務。1920年代、いわゆる「大正バブル」的企業のひとつ、大阪の八千代生命に入社、同社の宣伝部長をつとめた。
八千代生命は、1923年（大正12年）12月、映画事業に乗り出し、西宮市の甲陽園にあった「甲陽キネマ撮影所」を買収して「東亜キネマ」を設立、その半年後の1924年（大正13年）6月には、京都の牧野省三の「マキノ映画製作所」を吸収合併した。牧野は、マキノの本来の撮影所である等持院と、東亜の甲陽の両撮影所の所長を兼務していたが、1925年（大正14年）6月に退社してマキノ・プロダクションを設立した。このとき、牧野に代わって「東亜キネマ等持院撮影所」の所長に就任したのが小笹であった。翌1926年（大正15年）11月に東亜キネマの取締役に就任している。
マキノ派分離の2年後の1927年（昭和2年）、東亜キネマは「甲陽撮影所」を閉鎖、小笹が所長をつとめる等持院撮影所を「東亜キネマ京都撮影所」と改め、生産ラインを一本化した。同年10月14日公開の長尾史録監督の『王政復古』などに、牧野省三のように「総指揮」とクレジットを出したこともあったが、ほとんどの作品は小笹のクレジットはない。その後、小笹の出身母体であった八千代生命が映画製作事業から撤退、1929年（昭和4年）3月、小笹は東亜キネマを退社した。
同年7月25日、牧野省三が50歳で死去、同年9月、牧野没後50日を迎え、牧野の長男・マキノ正博を中心とした「マキノ･プロダクション」の新体制が発表された。小笹は、マキノ・プロダクション御室撮影所長に就任、「撮影部長・マキノ正博」、「総務部長・マキノ満男」を統括する立場となった。小笹は同年、同社を退社、阪東妻三郎のスポンサーだった立花良介が専務取締役をつとめる帝国キネマの太秦撮影所長となっている。同年12月、同撮影所が出火で一部が焼け、撮影所閉鎖の噂がたつ。立花の放漫経営による製作赤字の責任を負って、小笹は帝国キネマ北海道支社長へと転任した。所長の後任は山崎修一がつとめた。まったく同時期の同年12月、マキノ・プロダクションに賃金未払いが発生し、争議や俳優の退社が繰り返され、1931年（昭和6年）には解散することになり、また帝国キネマも同年9月、新興キネマに改組することになる。
その後、小笹は北海道・札幌に留まり、1935年（昭和10年）までには同地に内外映画社を設立、代表となり、同社の支配人は小笹雄治が務めた。1937年（昭和12年）、同社は内外商事株式会社となり、小笹は代表取締役、小笹雄治は専務取締役に就任している。1938年（昭和13年）、同社専務の小笹雄治の自費出版として、小笹は『映畫國策の急務 - 業界報告第一輯』という小冊子を著す。同年、同様に『映畫國營論 - 業界報告第二輯』を出版する。時期は不明だが、内外商事は岩手県盛岡市紺屋町に移転し、映画館「国民映画劇場」（盛岡国劇、1972年閉館、現存せず）を経営する会社となった。
小笹の息子である松竹の映画監督 秋山耕作の大船撮影所への移動により、家族で京都の上賀茂から鎌倉の材木座の紅ヶ谷へ転居、お向かいに美智子妃の実家 正田家の別邸や勅使河原蒼風の弟 和風邸などが点在しており、閑静な保養地の景観をそのままを残していた。耕作の弟 在オランダ大使を務めた外交官の秋山光路の妻 夏子の父 ドイツ文学者の小宮豊隆は漱石門下であったが、奇しくも紅ヶ谷は、漱石が最晩年 鏡子夫人と避暑と静養に訪れ滞在し、小説『行人』にも登場する。
無類の書籍の蒐集家であった小笹のコレクションは、文化芸術書を中心に希少性が高く、正人の没後家族により鎌倉中央図書館へ約二万冊が寄贈され、小笹文庫としてアーカイブされている。
第二次世界大戦終結後、小笹は内外商事を退き、東京・品川区に株式会社国映社を設立、代表取締役を務め、東京の「大井セントラル劇場」秋田県能代市の国民映画劇場「能代東映劇場」、青森県弘前市の「弘前国際劇場」など5館の名画座を運営、1967年（昭和42年）5月11日、消化管閉塞のため死去した。満83歳没。全く同日に、かつて小笹が撮影所長を務めたマキノ・プロダクション元撮影部長・マキノ雅弘の元妻、轟夕起子も亡くなっている。鎌倉アカデミアの発祥地である古刹 光明寺を菩提寺とする。孫 雅代の夫 元住友重機の社長 久保正大も同じく眠る。

## 親族
秋山耕作 映画監督 松竹株式会社 / 秋山光路: 外交官 在オランダ大使  / 小宮豊隆: ドイツ文学者 東北大学名誉教授 学士院会員 / 久保正大: 住友重機工業 社長

## 関連事項
- 東亜キネマ - マキノ・プロダクション （牧野省三）
- 帝国キネマ - 新興キネマ

## 註
1. 1 2 3  『産経日本紳士年鑑 第6版 上』（産経新聞年鑑局、1966年）p.323
2. ↑  『德田秋聲ノート - 現実密義着の深度』、野口富士男、中央大学出版部、1972年、p.191.
3. ↑  『官報』、1926年、p.10.
4. ↑  立命館大学衣笠キャンパスの「マキノ・プロジェクト」サイト内の「マキノ映画活動史」の記述を参照。
5. ↑  立命館大学衣笠キャンパスの「マキノ・プロジェクト」サイト内の「1929年 マキノ・プロダクション御室撮影所 所員録」の記述を参照。
6. ↑  『日本映画監督全集』（キネマ旬報社、1976年）の「川浪良太」の項（p.130-131）を参照。同項執筆は岸松雄。
7. ↑  『映画年鑑 1936』、編 飯島正 / 内田岐三雄 / 岸松雄 / 筈見恒夫、第一書房、p.187.
8. 1 2  『岩手年鑑 1970』、岩手日報社、1970年、p.102.
9. ↑  『映畫國策の急務 - 業界報告第一輯』、著 小笹正人、出版 札幌・小笹雄治、1938年。
10. ↑  映画国営論、国立国会図書館、2010年8月19日閲覧、
11. 1 2  『映画年鑑 1968』、時事映画通信社、1968年、p.15.